# Nokere Koerse féminine 2025
Pour la course masculine, voir Nokere Koerse 2025.
La 6e édition de la Nokere Koerse féminine a lieu le mercredi 19 mars 2025. La course fait partie du calendrier international féminin UCI 2025 en catégorie 1.Pro. 

## Présentation

### Parcours
Le départ de la course est donné à Deinze et l'arrivée est jugée à Nokere, sur le Nokereberg, un secteur pavé en côte (350 m avec une pente moyenne de 5,7 % dont un passage à 7 %) après un parcours total de 134 km parsemé de dix côtes dont cinq pavées et d'un total de 17 km de routes pavées.

### Équipes
| UCI Women's WorldTeams (12)- Team SD Worx-Protime - Lidl-Trek - Canyon//SRAM zondacrypto - Team Picnic PostNL - UAE Team ADQ - Team Visma \| Lease a Bike - FDJ-Suez - Movistar Team - Fenix-Deceuninck - Human Powered Health - AG Insurance-Soudal Team - Uno-X Mobility UCI Women's ProTeams (6)- EF Education-Oatly - VolkerWessels Women's Pro Cycling Team - Cofidis Women Team - St Michel-Preference Home-Auber 93 - Arkéa-B&B Hotels Women - Winspace Orange Seal Équipes continentales féminines (2)- Lotto Ladies - Team Coop-Repsol |
| |

## Classements

### Classement final
| \| Classement général \| Classement général \| Classement général \| Classement général \| Classement général \| \| Coureur \| Coureur \| Pays \| Équipe \| Temps \| \| ------------------ \| ----------------------- \| ------------------ \| -------------------------- \| ------------------ \| \| 1re \| Marta Lach \| Pologne \| SD Worx-Protime \| 3 h 25 min 30 s \| \| 2e \| Linda Zanetti \| Suisse \| Uno-X Mobility \| + 0 s \| \| 3e \| Lara Gillespie \| Irlande \| UAE Team ADQ \| + 0 s \| \| 4e \| Marjolein van 't Geloof \| Pays-Bas \| Arkéa-B&B Hotels Women \| + 0 s \| \| 5e \| Marie Le Net \| France \| FDJ-Suez \| + 0 s \| \| 6e \| Ilse Pluimers \| Pays-Bas \| AG Insurance-Soudal Team \| + 0 s \| \| 7e \| Nicole Steigenga \| Pays-Bas \| AG Insurance-Soudal Team \| + 0 s \| \| 8e \| Victoire Berteau \| France \| Cofidis \| + 0 s \| \| 9e \| Nienke Veenhoven \| Pays-Bas \| Team Visma \\| Lease a Bike \| + 0 s \| \| 10e \| Sarah Roy \| Australie \| EF Education-Oatly \| + 0 s \| |                         |           |                            |                 |
| |                         |           |                            |                 |
| |                         |           |                            |                 |
| Classement général |                         |           |                            |                 |
| Coureur | Coureur                 | Pays      | Équipe                     | Temps           |
| 1re | Marta Lach              | Pologne   | SD Worx-Protime            | 3 h 25 min 30 s |
| 2e | Linda Zanetti           | Suisse    | Uno-X Mobility             | + 0 s           |
| 3e | Lara Gillespie          | Irlande   | UAE Team ADQ               | + 0 s           |
| 4e | Marjolein van 't Geloof | Pays-Bas  | Arkéa-B&B Hotels Women     | + 0 s           |
| 5e | Marie Le Net            | France    | FDJ-Suez                   | + 0 s           |
| 6e | Ilse Pluimers           | Pays-Bas  | AG Insurance-Soudal Team   | + 0 s           |
| 7e | Nicole Steigenga        | Pays-Bas  | AG Insurance-Soudal Team   | + 0 s           |
| 8e | Victoire Berteau        | France    | Cofidis                    | + 0 s           |
| 9e | Nienke Veenhoven        | Pays-Bas  | Team Visma \| Lease a Bike | + 0 s           |
| 10e | Sarah Roy               | Australie | EF Education-Oatly         | + 0 s           |

### Points UCI
| Position           | 1er | 2e  | 3e  | 4e  | 5e | 6e | 7e | 8e | 9e | 10e | 11e | 12e | 13e | 14e | 15e | 16e à 25e |
| Classement général | 200 | 150 | 125 | 100 | 85 | 70 | 60 | 50 | 40 | 35  | 30  | 25  | 20  | 15  | 10  | 5         |

## Liste des participantes
| Légende | Légende                                                                    | Légende | Légende                                                    |
| ------- | -------------------------------------------------------------------------- | ------- | ---------------------------------------------------------- |
| Num     | Dossard de départ porté par le coureur sur cette Nokere Koerse voor Dames  | Pos     | Position à l'arrivée de la course                          |
|         | Indique un maillot de champion national ou mondial, suivi de sa spécialité | NP      | Indique un coureur qui n'a pas pris le départ de la course |
| AB      | Indique un coureur qui n'a pas terminé la course                           | HD      | Indique un coureur qui a terminé la course hors des délais |

| SD Worx-Protime SDW | SD Worx-Protime SDW     | SD Worx-Protime SDW |
| ------------------- | ----------------------- | ------------------- |
| Num                 | Coureur                 | Pos                 |
| 1                   | Barbara Guarischi (ITA) | 43e                 |
| 2                   | Steffi Häberlin (SUI)   | 48e                 |
| 3                   | Marta Lach (POL)        | 1re                 |
| 4                   | Femke Markus (NED)      | 45e                 |
| 5                   | Skylar Schneider (USA)  | 82e                 |
| 6                   | Geerike Schreurs (NED)  | 40e                 |

| Lidl-Trek LTK | Lidl-Trek LTK                   | Lidl-Trek LTK |
| ------------- | ------------------------------- | ------------- |
| Num           | Coureur                         | Pos           |
| 11            | Emma Norsgaard (DEN)            | 11e           |
| 12            | Clara Copponi (FRA)             | 22e           |
| 13            | Anna Henderson (GBR)            | 28e           |
| 14            | Ava Holmgren (CAN)              | 50e           |
| 15            | Felicity Wilson-Haffenden (AUS) | 81e           |
| 16            | Ilaria Sanguineti (ITA)         | 80e           |

| Canyon//SRAM zondacrypto CSZ | Canyon//SRAM zondacrypto CSZ | Canyon//SRAM zondacrypto CSZ |
| ---------------------------- | ---------------------------- | ---------------------------- |
| Num                          | Coureur                      | Pos                          |
| 21                           | Zoe Bäckstedt (GBR)          | 27e                          |
| 22                           | Justyna Czapla (GER)         | 93e                          |
| 23                           | Anastasiya Kolesava (BLR)    | 37e                          |
| 24                           | Maria Martins (POR)          | AB                           |

| Canyon//SRAM zondacrypto Generation CSG | Canyon//SRAM zondacrypto Generation CSG | Canyon//SRAM zondacrypto Generation CSG |
| --------------------------------------- | --------------------------------------- | --------------------------------------- |
| Num                                     | Coureur                                 | Pos                                     |
| 25                                      | Jule Märkl (GER)                        | AB                                      |

| Canyon//SRAM zondacrypto CSZ | Canyon//SRAM zondacrypto CSZ | Canyon//SRAM zondacrypto CSZ |
| ---------------------------- | ---------------------------- | ---------------------------- |
| Num                          | Coureur                      | Pos                          |
| 26                           | Maike van der Duin (NED)     | 15e                          |

| Team Picnic PostNL TPP | Team Picnic PostNL TPP        | Team Picnic PostNL TPP |
| ---------------------- | ----------------------------- | ---------------------- |
| Num                    | Coureur                       | Pos                    |
| 31                     | Josie Nelson (GBR)            | 24e                    |
| 32                     | Ella Heremans (BEL)           | AB                     |
| 33                     | Silje Bader (NED)             | 75e                    |
| 34                     | Juliana Londoño (COL) (route) | 70e                    |
| 35                     | Esmée Peperkamp (NED)         | 86e                    |
| 36                     | Abi Smith (GBR)               | 49e                    |

| UAE Team ADQ UAD | UAE Team ADQ UAD        | UAE Team ADQ UAD |
| ---------------- | ----------------------- | ---------------- |
| Num              | Coureur                 | Pos              |
| 41               | Sofie van Rooijen (NED) | AB               |
| 42               | Sofia Bertizzolo (ITA)  | 42e              |
| 43               | Lara Gillespie (IRL)    | 3e               |

| UAE Development Team UDT | UAE Development Team UDT | UAE Development Team UDT |
| ------------------------ | ------------------------ | ------------------------ |
| Num                      | Coureur                  | Pos                      |
| 44                       | Febe Jooris (BEL)        | 88e                      |

| UAE Team ADQ UAD | UAE Team ADQ UAD       | UAE Team ADQ UAD |
| ---------------- | ---------------------- | ---------------- |
| Num              | Coureur                | Pos              |
| 45               | Tereza Neumanová (CZE) | 41e              |
| 46               | Elynor Bäckstedt (GBR) | 100e             |

| Team Visma \| Lease a Bike TVL | Team Visma \| Lease a Bike TVL | Team Visma \| Lease a Bike TVL |
| ------------------------------ | ------------------------------ | ------------------------------ |
| Num                            | Coureur                        | Pos                            |
| 51                             | Nienke Veenhoven (NED)         | 9e                             |
| 52                             | Eva van Agt (NED)              | 79e                            |
| 53                             | Rosita Reijnhout (NED)         | 78e                            |
| 54                             | Margaux Vigié (FRA)            | 17e                            |
| 55                             | Sophie von Berswordt (NED)     | 34e                            |

| FDJ-Suez TFS | FDJ-Suez TFS          | FDJ-Suez TFS |
| ------------ | --------------------- | ------------ |
| Num          | Coureur               | Pos          |
| 61           | Loes Adegeest (NED)   | 44e          |
| 62           | Nina Buysman (NED)    | 51e          |
| 63           | Coralie Demay (FRA)   | 69e          |
| 64           | Eugénie Duval (FRA)   | 62e          |
| 65           | Marie Le Net (FRA)    | 5e           |
| 66           | Églantine Rayer (FRA) | 63e          |

| Movistar Team MOV | Movistar Team MOV           | Movistar Team MOV |
| ----------------- | --------------------------- | ----------------- |
| Num               | Coureur                     | Pos               |
| 71                | Floortje Mackaij (NED)      | 54e               |
| 72                | Ana Vitória Magalhães (BRA) | 30e               |
| 73                | Sheyla Gutiérrez (ESP)      | AB                |
| 74                | Jelena Erić (SRB) (route)   | 16e               |
| 75                | Laura Ruiz Pérez (ESP)      | 64e               |
| 76                | Lucia Ruiz Pérez (ESP)      | 58e               |

| Fenix-Deceuninck FDC | Fenix-Deceuninck FDC | Fenix-Deceuninck FDC |
| -------------------- | -------------------- | -------------------- |
| Num                  | Coureur              | Pos                  |
| 81                   | Julie De Wilde (BEL) | 12e                  |
| 82                   | Marthe Truyen (BEL)  | 47e                  |

| Fenix-Deceuninck Development Team FDD | Fenix-Deceuninck Development Team FDD | Fenix-Deceuninck Development Team FDD |
| ------------------------------------- | ------------------------------------- | ------------------------------------- |
| Num                                   | Coureur                               | Pos                                   |
| 83                                    | Puck Langenbarg (NED)                 | 95e                                   |

| Fenix-Deceuninck FDC | Fenix-Deceuninck FDC  | Fenix-Deceuninck FDC |
| -------------------- | --------------------- | -------------------- |
| Num                  | Coureur               | Pos                  |
| 84                   | Carina Schrempf (AUT) | 33e                  |
| 85                   | Evy Kuijpers (NED)    | 31e                  |

| Fenix-Deceuninck Development Team FDD | Fenix-Deceuninck Development Team FDD | Fenix-Deceuninck Development Team FDD |
| ------------------------------------- | ------------------------------------- | ------------------------------------- |
| Num                                   | Coureur                               | Pos                                   |
| 86                                    | Anna Vanderaerden (BEL)               | 94e                                   |

| Human Powered Health HPH | Human Powered Health HPH    | Human Powered Health HPH |
| ------------------------ | --------------------------- | ------------------------ |
| Num                      | Coureur                     | Pos                      |
| 91                       | Maëlle Grossetête (FRA)     | 98e                      |
| 92                       | Marit Raaijmakers (NED)     | 59e                      |
| 93                       | Maggie Coles-Lyster (CAN)   | AB                       |
| 94                       | Wiktoria Pikulik (POL)      | AB                       |
| 95                       | Kathrin Schweinberger (AUT) | 61e                      |
| 96                       | Lily Williams (USA)         | 14e                      |

| AG Insurance-Soudal Team AGS | AG Insurance-Soudal Team AGS | AG Insurance-Soudal Team AGS |
| ---------------------------- | ---------------------------- | ---------------------------- |
| Num                          | Coureur                      | Pos                          |
| 101                          | Marthe Goossens (BEL)        | 46e                          |
| 102                          | Fauve Bastiaenssen (BEL)     | 74e                          |
| 103                          | Anya Louw (AUS)              | 91e                          |
| 104                          | Ilse Pluimers (NED)          | 6e                           |
| 105                          | Nicole Steigenga (NED)       | 7e                           |

| AG Insurance-Soudal NXTG AGN | AG Insurance-Soudal NXTG AGN | AG Insurance-Soudal NXTG AGN |
| ---------------------------- | ---------------------------- | ---------------------------- |
| Num                          | Coureur                      | Pos                          |
| 106                          | Marith Vanhove (BEL)         | 55e                          |

| Uno-X Mobility UXM | Uno-X Mobility UXM              | Uno-X Mobility UXM |
| ------------------ | ------------------------------- | ------------------ |
| Num                | Coureur                         | Pos                |
| 111                | Anniina Ahtosalo (FIN) (route)  | 53e                |
| 112                | Maria Giulia Confalonieri (ITA) | 32e                |
| 113                | Teuntje Beekhuis (NED)          | 35e                |
| 115                | Mia Kronheim Gjertsen (NOR)     | 92e                |
| 116                | Linda Zanetti (SUI)             | 2e                 |

| EF Education-Oatly EFC | EF Education-Oatly EFC     | EF Education-Oatly EFC |
| ---------------------- | -------------------------- | ---------------------- |
| Num                    | Coureur                    | Pos                    |
| 121                    | Henrietta Christie (NZL)   | 52e                    |
| 122                    | Nina Berton (LUX)          | 97e                    |
| 123                    | Nina Kessler (NED)         | 99e                    |
| 124                    | Sarah Roy (AUS)            | 10e                    |
| 125                    | Alexandra Volstad (CAN)    | 71e                    |
| 126                    | Babette van der Wolf (NED) | NP                     |

| VolkerWessels VWT | VolkerWessels VWT     | VolkerWessels VWT |
| ----------------- | --------------------- | ----------------- |
| Num               | Coureur               | Pos               |
| 131               | Valerie Demey (BEL)   | 76e               |
| 132               | Maaike Boogaard (NED) | 77e               |
| 133               | Femke Beuling (NED)   | AB                |
| 134               | Quinty Schoens (NED)  | 90e               |
| 135               | Scarlett Souren (NED) | 36e               |
| 136               | Lonneke Uneken (NED)  | 20e               |

| Cofidis COF | Cofidis COF               | Cofidis COF |
| ----------- | ------------------------- | ----------- |
| Num         | Coureur                   | Pos         |
| 141         | Victoire Berteau (FRA)    | 8e          |
| 142         | Martina Alzini (ITA)      | 87e         |
| 143         | Eugenia Bujak (SLO)       | 13e         |
| 144         | Kirstie van Haaften (NED) | AB          |
| 145         | Marion Borras (FRA)       | 101e        |
| 146         | Amalie Dideriksen (DEN)   | 85e         |

| Lotto Ladies LOL | Lotto Ladies LOL         | Lotto Ladies LOL |
| ---------------- | ------------------------ | ---------------- |
| Num              | Coureur                  | Pos              |
| 151              | Mieke Docx (BEL)         | 56e              |
| 152              | Julie Hendrickx (BEL)    | AB               |
| 153              | Lea Lin Teutenberg (GER) | 29e              |
| 154              | Anna van Wersch (NED)    | 25e              |
| 155              | Sterre Vervloet (BEL)    | 72e              |
| 156              | Lani Wittevrongel (BEL)  | AB               |

| St Michel-Preference Home-Auber 93 AUB | St Michel-Preference Home-Auber 93 AUB | St Michel-Preference Home-Auber 93 AUB |
| -------------------------------------- | -------------------------------------- | -------------------------------------- |
| Num                                    | Coureur                                | Pos                                    |
| 161                                    | Alison Avoine (FRA)                    | 23e                                    |
| 162                                    | Clémence Chéreau (FRA)                 | 66e                                    |
| 163                                    | Lucie Fityus (AUS)                     | 19e                                    |
| 164                                    | Alicia González (ESP)                  | 18e                                    |
| 165                                    | Elyne Roussel (FRA)                    | 26e                                    |
| 166                                    | Coline Raby (FRA)                      | 96e                                    |

| Arkéa-B&B Hotels Women ARK | Arkéa-B&B Hotels Women ARK    | Arkéa-B&B Hotels Women ARK |
| -------------------------- | ----------------------------- | -------------------------- |
| Num                        | Coureur                       | Pos                        |
| 171                        | Emilia Fahlin (SWE)           | 73e                        |
| 172                        | Maaike Coljé (NED)            | 84e                        |
| 173                        | Danielle De Francesco (AUS)   | NP                         |
| 174                        | Amandine Fouquenet (FRA)      | 38e                        |
| 175                        | Maurène Trégouët (FRA)        | 39e                        |
| 176                        | Marjolein van 't Geloof (NED) | 4e                         |

| Winspace Orange Seal WOS | Winspace Orange Seal WOS      | Winspace Orange Seal WOS |
| ------------------------ | ----------------------------- | ------------------------ |
| Num                      | Coureur                       | Pos                      |
| 181                      | Jenaya Francis (CAN)          | 68e                      |
| 182                      | Aurela Nerlo (POL)            | 21e                      |
| 183                      | Marie-Morgane Le Deunff (FRA) | 67e                      |
| 184                      | Kiara Lylyk (CAN)             | 89e                      |
| 185                      | Marine Allione (FRA)          | AB                       |
| 186                      | Constance Valentin (FRA)      | 60e                      |

| Team Coop-Repsol HPU | Team Coop-Repsol HPU    | Team Coop-Repsol HPU |
| -------------------- | ----------------------- | -------------------- |
| Num                  | Coureur                 | Pos                  |
| 191                  | Stina Kagevi (SWE)      | 83e                  |
| 192                  | Camilla Rånes Bye (NOR) | AB                   |
| 193                  | Mari Hole Mohr (NOR)    | AB                   |
| 194                  | April Tacey (GBR)       | 65e                  |
| 196                  | Aidi Gerde Tuisk (EST)  | 57e                  |

| SD Worx-Protime SDW | SD Worx-Protime SDW     | SD Worx-Protime SDW |
| ------------------- | ----------------------- | ------------------- |
| Num                 | Coureur                 | Pos                 |
| 1                   | Barbara Guarischi (ITA) | 43e                 |
| 2                   | Steffi Häberlin (SUI)   | 48e                 |
| 3                   | Marta Lach (POL)        | 1re                 |
| 4                   | Femke Markus (NED)      | 45e                 |
| 5                   | Skylar Schneider (USA)  | 82e                 |
| 6                   | Geerike Schreurs (NED)  | 40e                 |

| Lidl-Trek LTK | Lidl-Trek LTK                   | Lidl-Trek LTK |
| ------------- | ------------------------------- | ------------- |
| Num           | Coureur                         | Pos           |
| 11            | Emma Norsgaard (DEN)            | 11e           |
| 12            | Clara Copponi (FRA)             | 22e           |
| 13            | Anna Henderson (GBR)            | 28e           |
| 14            | Ava Holmgren (CAN)              | 50e           |
| 15            | Felicity Wilson-Haffenden (AUS) | 81e           |
| 16            | Ilaria Sanguineti (ITA)         | 80e           |

| Canyon//SRAM zondacrypto CSZ | Canyon//SRAM zondacrypto CSZ | Canyon//SRAM zondacrypto CSZ |
| ---------------------------- | ---------------------------- | ---------------------------- |
| Num                          | Coureur                      | Pos                          |
| 21                           | Zoe Bäckstedt (GBR)          | 27e                          |
| 22                           | Justyna Czapla (GER)         | 93e                          |
| 23                           | Anastasiya Kolesava (BLR)    | 37e                          |
| 24                           | Maria Martins (POR)          | AB                           |

| Canyon//SRAM zondacrypto Generation CSG | Canyon//SRAM zondacrypto Generation CSG | Canyon//SRAM zondacrypto Generation CSG |
| --------------------------------------- | --------------------------------------- | --------------------------------------- |
| Num                                     | Coureur                                 | Pos                                     |
| 25                                      | Jule Märkl (GER)                        | AB                                      |

| Canyon//SRAM zondacrypto CSZ | Canyon//SRAM zondacrypto CSZ | Canyon//SRAM zondacrypto CSZ |
| ---------------------------- | ---------------------------- | ---------------------------- |
| Num                          | Coureur                      | Pos                          |
| 26                           | Maike van der Duin (NED)     | 15e                          |

| Team Picnic PostNL TPP | Team Picnic PostNL TPP        | Team Picnic PostNL TPP |
| ---------------------- | ----------------------------- | ---------------------- |
| Num                    | Coureur                       | Pos                    |
| 31                     | Josie Nelson (GBR)            | 24e                    |
| 32                     | Ella Heremans (BEL)           | AB                     |
| 33                     | Silje Bader (NED)             | 75e                    |
| 34                     | Juliana Londoño (COL) (route) | 70e                    |
| 35                     | Esmée Peperkamp (NED)         | 86e                    |
| 36                     | Abi Smith (GBR)               | 49e                    |

| UAE Team ADQ UAD | UAE Team ADQ UAD        | UAE Team ADQ UAD |
| ---------------- | ----------------------- | ---------------- |
| Num              | Coureur                 | Pos              |
| 41               | Sofie van Rooijen (NED) | AB               |
| 42               | Sofia Bertizzolo (ITA)  | 42e              |
| 43               | Lara Gillespie (IRL)    | 3e               |

| UAE Development Team UDT | UAE Development Team UDT | UAE Development Team UDT |
| ------------------------ | ------------------------ | ------------------------ |
| Num                      | Coureur                  | Pos                      |
| 44                       | Febe Jooris (BEL)        | 88e                      |

| UAE Team ADQ UAD | UAE Team ADQ UAD       | UAE Team ADQ UAD |
| ---------------- | ---------------------- | ---------------- |
| Num              | Coureur                | Pos              |
| 45               | Tereza Neumanová (CZE) | 41e              |
| 46               | Elynor Bäckstedt (GBR) | 100e             |

| Team Visma \| Lease a Bike TVL | Team Visma \| Lease a Bike TVL | Team Visma \| Lease a Bike TVL |
| ------------------------------ | ------------------------------ | ------------------------------ |
| Num                            | Coureur                        | Pos                            |
| 51                             | Nienke Veenhoven (NED)         | 9e                             |
| 52                             | Eva van Agt (NED)              | 79e                            |
| 53                             | Rosita Reijnhout (NED)         | 78e                            |
| 54                             | Margaux Vigié (FRA)            | 17e                            |
| 55                             | Sophie von Berswordt (NED)     | 34e                            |

| FDJ-Suez TFS | FDJ-Suez TFS          | FDJ-Suez TFS |
| ------------ | --------------------- | ------------ |
| Num          | Coureur               | Pos          |
| 61           | Loes Adegeest (NED)   | 44e          |
| 62           | Nina Buysman (NED)    | 51e          |
| 63           | Coralie Demay (FRA)   | 69e          |
| 64           | Eugénie Duval (FRA)   | 62e          |
| 65           | Marie Le Net (FRA)    | 5e           |
| 66           | Églantine Rayer (FRA) | 63e          |

| Movistar Team MOV | Movistar Team MOV           | Movistar Team MOV |
| ----------------- | --------------------------- | ----------------- |
| Num               | Coureur                     | Pos               |
| 71                | Floortje Mackaij (NED)      | 54e               |
| 72                | Ana Vitória Magalhães (BRA) | 30e               |
| 73                | Sheyla Gutiérrez (ESP)      | AB                |
| 74                | Jelena Erić (SRB) (route)   | 16e               |
| 75                | Laura Ruiz Pérez (ESP)      | 64e               |
| 76                | Lucia Ruiz Pérez (ESP)      | 58e               |

| Fenix-Deceuninck FDC | Fenix-Deceuninck FDC | Fenix-Deceuninck FDC |
| -------------------- | -------------------- | -------------------- |
| Num                  | Coureur              | Pos                  |
| 81                   | Julie De Wilde (BEL) | 12e                  |
| 82                   | Marthe Truyen (BEL)  | 47e                  |

| Fenix-Deceuninck Development Team FDD | Fenix-Deceuninck Development Team FDD | Fenix-Deceuninck Development Team FDD |
| ------------------------------------- | ------------------------------------- | ------------------------------------- |
| Num                                   | Coureur                               | Pos                                   |
| 83                                    | Puck Langenbarg (NED)                 | 95e                                   |

| Fenix-Deceuninck FDC | Fenix-Deceuninck FDC  | Fenix-Deceuninck FDC |
| -------------------- | --------------------- | -------------------- |
| Num                  | Coureur               | Pos                  |
| 84                   | Carina Schrempf (AUT) | 33e                  |
| 85                   | Evy Kuijpers (NED)    | 31e                  |

| Fenix-Deceuninck Development Team FDD | Fenix-Deceuninck Development Team FDD | Fenix-Deceuninck Development Team FDD |
| ------------------------------------- | ------------------------------------- | ------------------------------------- |
| Num                                   | Coureur                               | Pos                                   |
| 86                                    | Anna Vanderaerden (BEL)               | 94e                                   |

| Human Powered Health HPH | Human Powered Health HPH    | Human Powered Health HPH |
| ------------------------ | --------------------------- | ------------------------ |
| Num                      | Coureur                     | Pos                      |
| 91                       | Maëlle Grossetête (FRA)     | 98e                      |
| 92                       | Marit Raaijmakers (NED)     | 59e                      |
| 93                       | Maggie Coles-Lyster (CAN)   | AB                       |
| 94                       | Wiktoria Pikulik (POL)      | AB                       |
| 95                       | Kathrin Schweinberger (AUT) | 61e                      |
| 96                       | Lily Williams (USA)         | 14e                      |

| AG Insurance-Soudal Team AGS | AG Insurance-Soudal Team AGS | AG Insurance-Soudal Team AGS |
| ---------------------------- | ---------------------------- | ---------------------------- |
| Num                          | Coureur                      | Pos                          |
| 101                          | Marthe Goossens (BEL)        | 46e                          |
| 102                          | Fauve Bastiaenssen (BEL)     | 74e                          |
| 103                          | Anya Louw (AUS)              | 91e                          |
| 104                          | Ilse Pluimers (NED)          | 6e                           |
| 105                          | Nicole Steigenga (NED)       | 7e                           |

| AG Insurance-Soudal NXTG AGN | AG Insurance-Soudal NXTG AGN | AG Insurance-Soudal NXTG AGN |
| ---------------------------- | ---------------------------- | ---------------------------- |
| Num                          | Coureur                      | Pos                          |
| 106                          | Marith Vanhove (BEL)         | 55e                          |

| Uno-X Mobility UXM | Uno-X Mobility UXM              | Uno-X Mobility UXM |
| ------------------ | ------------------------------- | ------------------ |
| Num                | Coureur                         | Pos                |
| 111                | Anniina Ahtosalo (FIN) (route)  | 53e                |
| 112                | Maria Giulia Confalonieri (ITA) | 32e                |
| 113                | Teuntje Beekhuis (NED)          | 35e                |
| 115                | Mia Kronheim Gjertsen (NOR)     | 92e                |
| 116                | Linda Zanetti (SUI)             | 2e                 |

| EF Education-Oatly EFC | EF Education-Oatly EFC     | EF Education-Oatly EFC |
| ---------------------- | -------------------------- | ---------------------- |
| Num                    | Coureur                    | Pos                    |
| 121                    | Henrietta Christie (NZL)   | 52e                    |
| 122                    | Nina Berton (LUX)          | 97e                    |
| 123                    | Nina Kessler (NED)         | 99e                    |
| 124                    | Sarah Roy (AUS)            | 10e                    |
| 125                    | Alexandra Volstad (CAN)    | 71e                    |
| 126                    | Babette van der Wolf (NED) | NP                     |

| VolkerWessels VWT | VolkerWessels VWT     | VolkerWessels VWT |
| ----------------- | --------------------- | ----------------- |
| Num               | Coureur               | Pos               |
| 131               | Valerie Demey (BEL)   | 76e               |
| 132               | Maaike Boogaard (NED) | 77e               |
| 133               | Femke Beuling (NED)   | AB                |
| 134               | Quinty Schoens (NED)  | 90e               |
| 135               | Scarlett Souren (NED) | 36e               |
| 136               | Lonneke Uneken (NED)  | 20e               |

| Cofidis COF | Cofidis COF               | Cofidis COF |
| ----------- | ------------------------- | ----------- |
| Num         | Coureur                   | Pos         |
| 141         | Victoire Berteau (FRA)    | 8e          |
| 142         | Martina Alzini (ITA)      | 87e         |
| 143         | Eugenia Bujak (SLO)       | 13e         |
| 144         | Kirstie van Haaften (NED) | AB          |
| 145         | Marion Borras (FRA)       | 101e        |
| 146         | Amalie Dideriksen (DEN)   | 85e         |

| Lotto Ladies LOL | Lotto Ladies LOL         | Lotto Ladies LOL |
| ---------------- | ------------------------ | ---------------- |
| Num              | Coureur                  | Pos              |
| 151              | Mieke Docx (BEL)         | 56e              |
| 152              | Julie Hendrickx (BEL)    | AB               |
| 153              | Lea Lin Teutenberg (GER) | 29e              |
| 154              | Anna van Wersch (NED)    | 25e              |
| 155              | Sterre Vervloet (BEL)    | 72e              |
| 156              | Lani Wittevrongel (BEL)  | AB               |

| St Michel-Preference Home-Auber 93 AUB | St Michel-Preference Home-Auber 93 AUB | St Michel-Preference Home-Auber 93 AUB |
| -------------------------------------- | -------------------------------------- | -------------------------------------- |
| Num                                    | Coureur                                | Pos                                    |
| 161                                    | Alison Avoine (FRA)                    | 23e                                    |
| 162                                    | Clémence Chéreau (FRA)                 | 66e                                    |
| 163                                    | Lucie Fityus (AUS)                     | 19e                                    |
| 164                                    | Alicia González (ESP)                  | 18e                                    |
| 165                                    | Elyne Roussel (FRA)                    | 26e                                    |
| 166                                    | Coline Raby (FRA)                      | 96e                                    |

| Arkéa-B&B Hotels Women ARK | Arkéa-B&B Hotels Women ARK    | Arkéa-B&B Hotels Women ARK |
| -------------------------- | ----------------------------- | -------------------------- |
| Num                        | Coureur                       | Pos                        |
| 171                        | Emilia Fahlin (SWE)           | 73e                        |
| 172                        | Maaike Coljé (NED)            | 84e                        |
| 173                        | Danielle De Francesco (AUS)   | NP                         |
| 174                        | Amandine Fouquenet (FRA)      | 38e                        |
| 175                        | Maurène Trégouët (FRA)        | 39e                        |
| 176                        | Marjolein van 't Geloof (NED) | 4e                         |

| Winspace Orange Seal WOS | Winspace Orange Seal WOS      | Winspace Orange Seal WOS |
| ------------------------ | ----------------------------- | ------------------------ |
| Num                      | Coureur                       | Pos                      |
| 181                      | Jenaya Francis (CAN)          | 68e                      |
| 182                      | Aurela Nerlo (POL)            | 21e                      |
| 183                      | Marie-Morgane Le Deunff (FRA) | 67e                      |
| 184                      | Kiara Lylyk (CAN)             | 89e                      |
| 185                      | Marine Allione (FRA)          | AB                       |
| 186                      | Constance Valentin (FRA)      | 60e                      |

| Team Coop-Repsol HPU | Team Coop-Repsol HPU    | Team Coop-Repsol HPU |
| -------------------- | ----------------------- | -------------------- |
| Num                  | Coureur                 | Pos                  |
| 191                  | Stina Kagevi (SWE)      | 83e                  |
| 192                  | Camilla Rånes Bye (NOR) | AB                   |
| 193                  | Mari Hole Mohr (NOR)    | AB                   |
| 194                  | April Tacey (GBR)       | 65e                  |
| 196                  | Aidi Gerde Tuisk (EST)  | 57e                  |